# Konkurs Lady D. im. Krystyny Bochenek
Konkurs Lady D. im. Krystyny Bochenek – konkurs zainicjowany w roku 2002 w Katowicach przez Marka Plurę, w ramach którego są przyznawane niepełnosprawnym kobietom aktywnym w różnych dziedzinach życia tytuły honorowe Lady D. Od 2012 roku konkurs nosi imię Krystyny Bochenek, a od 2015 roku odbywa się gala ogólnopolska, w której biorą udział laureatki etapów regionalnych. 

## Historia
Pierwsza edycja konkursu odbyła się w 2002 roku z inicjatywy Marka Plury i miała charakter regionalny. Marek Plura sam był osobą niepełnosprawną. W ramach konkursu są przyznawane tytułu honorowego „Lady D.” (od angielskiego: Lady Disabled, czyli Dama Niepełnosprawna) niepełnosprawnym kobietom, które są szczególnie aktywne w różnych dziedzinach życia. Z założenia konkurs oddaje ducha ratyfikowanej zarówno przez Polskę, jak i przez Unię Europejską Konwencji Praw Osób Niepełnosprawnych ONZ, a zwłaszcza jej artykułu 6, który mówi o konieczności szczególnego wspierania i promocji niepełnosprawnych kobiet.
W 2011 roku odbyła się po raz pierwszy gala finałowa w Sejmie Rzeczypospolitej Polskiej. Ponieważ długoletnią przewodniczącą Kapituły konkursu była Krystyna Bochenek od 2012 roku konkurs nosi jej imię. Od 2015 roku konkurs jest organizowany w nowej, ogólnopolskiej formule. Organizowane są edycje regionalne, a laureatki borą udział w konkursie ogólnopolskim. 
Tytuły Lady D. przyznawane są w pięciu kategoriach: sport, kultura i sztuka, życie społeczne, życie zawodowe oraz dobry start (kategoria przeznaczona dla młodszych pań). Dotychczasowymi laureatkami Lady D. są m.in. piosenkarka Monika Kuszyńska, dziennikarka telewizyjna Paulina Malinowska-Kowalczyk oraz sportsmenki: Katarzyna Rogowiec i Katarzyna Piekart.
Od 2019 roku za zgodą organizatorów konkursu i rodziny Krystyny Bochenek Mazowieckie Centrum Polityki Społecznej organizuje osobny Konkurs Mazowiecka Lady D im. Krystyny Bochenek.

## Nagrodzeni

### Edycje regionalne
- 2018 tytuł Lady D. województwa śląskiego w kategorii „Dobry start” otrzymała Kinga Jureczka z Jeleśni, w kategorii „Sport” Danuta Bujok z Goleszowa, w kategorii „Kultura i sztuka” – Justyna Kędzia z Tarnowskich Gór, w kategorii „Życie zawodowe” – Ewa Goleniewska z Jastrzębia-Zdroju oraz w kategorii „Życie społeczne” – Teresa Wilczek z Rudy Śl. Ponadto, tytuły Lady D. otrzymały Panie z poszczególnych powiatów województwa śląskiego, a wśród nich m.in. Aneta Wróbel, która została uhonorowana tytułem Lady D. Bielska-Białej[8].